# WH Smith
WH Smith plc – brytyjskie przedsiębiorstwo zajmujące się sprzedażą detaliczną książek, czasopism oraz artykułów piśmienniczych. Siedziba przedsiębiorstwa znajduje się w Swindon, w hrabstwie Wiltshire, w Anglii. WH Smith jest notowany na giełdzie London Stock Exchange i znajduje się na indeksie FTSE 250.
Początki przedsiębiorstwa sięgają 1792 roku, gdy Henry Walton Smith otworzył w Londynie niewielki sklep z prasą. Od 1828 roku przedsiębiorstwo nosi nazwę WH Smith, pochodzącą od inicjałów imion i nazwiska jednego z synów założyciela – Williama Henry’ego Smitha.
W sierpniu 2010 roku WH Smith posiadał 573 księgarni znajdujących się na głównych ulicach miast oraz 516 punktów sprzedaży zlokalizowanych na dworcach kolejowych, lotniskach, szpitalach i w miejscach obsługi podróżnych przy autostradach, głównie w Wielkiej Brytanii.